# Spay, Sarthe
Spay är en kommun i departementet Sarthe i regionen Pays de la Loire i nordvästra Frankrike. Kommunen ligger i kantonen La Suze-sur-Sarthe som tillhör arrondissementet La Flèche. År 2022 hade Spay 2 821 invånare.

## Befolkningsutveckling
Antalet invånare i kommunen Spay
| Referens: INSEE |